# Saatoum
Saatoum est un prince de la XVIIIe dynastie, fils du pharaon Thoutmôsis IV.

## Biographie
Saatoum (ou Siatum) est un fils du pharaon Thoutmôsis IV et d'une de ses épouses. L'identité de sa mère est débattue : la plupart donnent Moutemouia, aussi mère du pharaon Amenhotep III, mais d'autres donnent plutôt Iaret, la sœur ou demi-sœur du pharaon, qui pourrait aussi être la mère des filles de Thoutmôsis IV : Phyihia, Tanoutamon et Aménémopet.
Il a eu au moins deux filles, nommées Nebetâh et Henouttaneb (du même nom que leurs cousines), dont on retrouva les momies dans la nécropole de Cheikh Abd el-Gournah.